# Friedrich Kalkbrenner
Friedrich Wilhelm Kalkbrenner, född 7 november 1784, död 10 juni 1849, var en tysk pianist och kompositör. Han var son till Christian Kalkbrenner.
Kalkbrenner utbildade sig vid Pariskonservatoriet och spelade snart för publik och bosatte sig i Paris. Han anses som en av det tidiga 1800-talets riktigt stora virtuoser (han skall ha haft ett enastående utvecklat fingerspel) och bidrog, tillsammans med pianots tekniska utveckling, till ett enormt intresse för pianomusik och dess utövare.
Frédéric Chopin var en av dem som beundrade Kalkbrenners spelstil och övervägde i samband med sin flytt till Paris att bli dennes elev men avstod emellertid till förmån för det egna komponerandet samt bevarandet av sin egen originalitet. Kalkbrenner bidrog till spridningen av J.B. Logiers chiroplast.